# Đồng hồ Mặt Trời

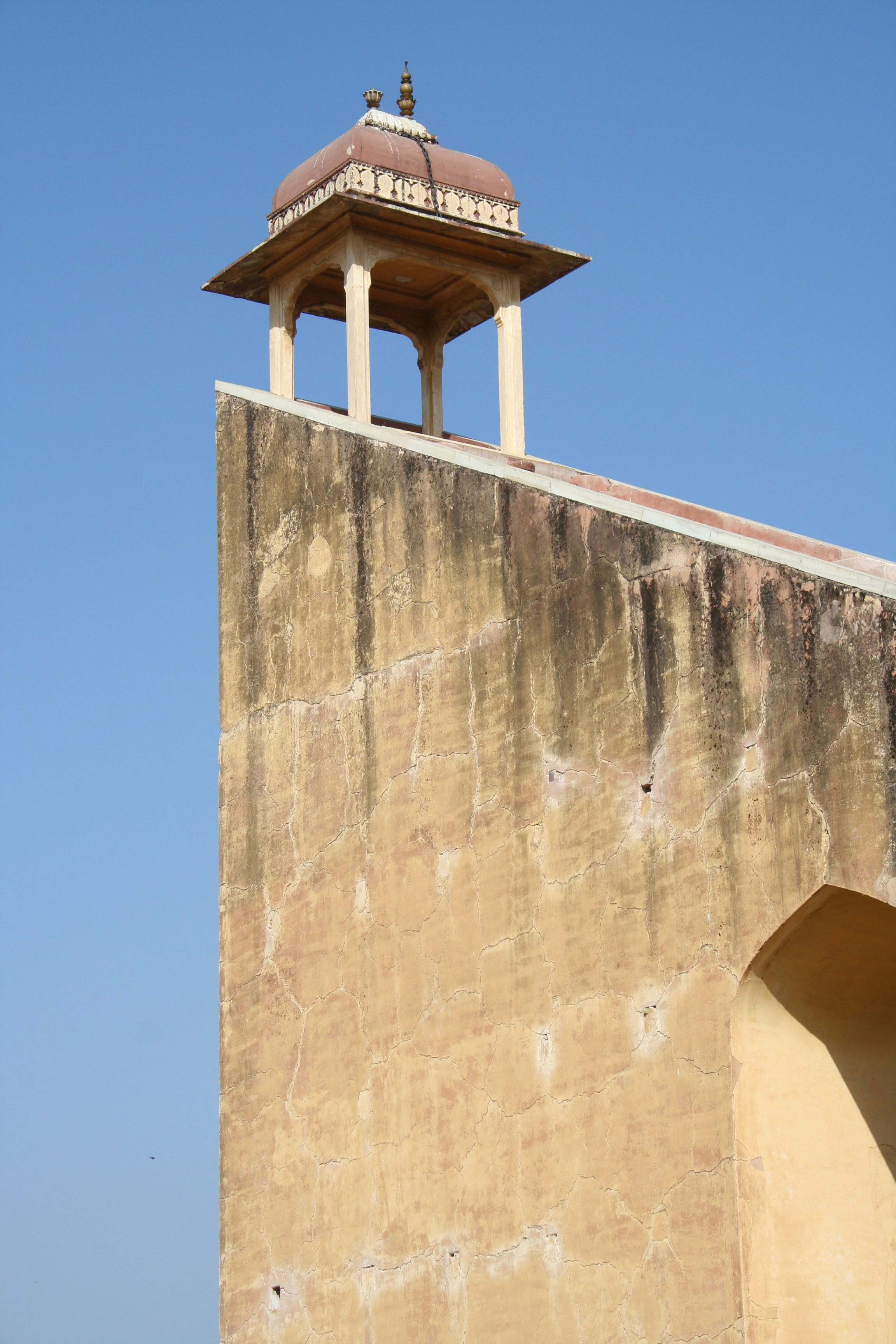
Đồng hồ Mặt trời khổng lồ của Jantar Mantar tại Jaipur, Ấn Độ, là đồng hồ Mặt Trời lớn nhất trên Trái Đất, cao 27 m. Còn được biết đến với tên Samrat Yantra (Thiết bị tối cao); bóng của nó di chuyển 1 mm mỗi giây, và chừng chiều rộng của bàn tay (6 cm) mỗi phút.

Đồng hồ Mặt Trời là một thiết bị đo thời gian dựa vào vị trí của Mặt Trời. Trong thiết kế thường gặp nhất, như trong đồng hồ mặt trời ngang, mặt trời đổ bóng kim (một thanh kim loại mỏng và sắc) lên trên một mặt phẳng có khắc các đường chỉ thời gian trong ngày. Khi mặt trời di chuyển trong ngày, bóng của kim sẽ đổ xuống thẳng hàng với các đường trên mặt đĩa. Thiết kế như vậy đòi hỏi kim thẳng hàng với trục quay của Trái Đất. Vì thế, để một đồng hồ Mặt trời chỉ được giờ chính xác, kim phải chỉ về cực bắc đúng (không phải cực bắc từ) và góc của kim với đường ngang phải bằng vĩ độ của chiếc đồng hồ. Những loại đồng hồ Mặt Trời được sản xuất hàng loạt nhằm mục đích trang trí nhiều khi không chỉ đúng thời gian.